# Verfassungsbeschwerde (Deutschland)
Die Verfassungsbeschwerde ist im deutschen Recht ein außerordentlicher Rechtsbehelf zum Bundesverfassungsgericht (BVerfG), mit dem die Verletzung spezifischen Verfassungsrechts gerügt werden kann (Hecksche Formel). Sie steht dem Einzelnen als besonderes Rechtsschutzmittel zur prozessualen Durchsetzung seiner Grundrechte oder der diesen gleichgestellten Rechte, den Gemeinden und Gemeindeverbänden wegen Verletzung ihres Rechts auf Selbstverwaltung zu.
Sie ist in Art. 94 Abs. 1 Nr. 4a, 4b GG in Verbindung mit § 13 Nr. 8a, §§ 90 ff. des Bundesverfassungsgerichtsgesetzes (BVerfGG) geregelt. Es gibt bei Verfassungsbeschwerden keine Instanzen, das BVerfG in Karlsruhe nimmt als einzige Instanz die Verfassungsbeschwerde direkt an oder weist sie zurück.
Das Bundesverfassungsgericht hat ein Merkblatt ins Internet gestellt, das ausführlich über die rechtlichen Grundlagen und Voraussetzungen der Verfassungsbeschwerde informiert, insbesondere über die Anforderungen an Form und Inhalt sowie über die weiteren Zulässigkeitsvoraussetzungen (Beschwerdefrist, Erschöpfung des Rechtswegs), Vertretungsmöglichkeiten, das Annahmeverfahren und die Gerichtskosten.

## Allgemeines
Die Verfassungsbeschwerde ist keine Erweiterung des fachgerichtlichen Instanzenzuges, das Bundesverfassungsgericht keine Superrevisionsinstanz. Die Verfassungsbeschwerde kann nur mit der Behauptung erhoben werden, durch die öffentliche Gewalt in einem Grundrecht oder in einem in Art. 20 Abs. 4, Art. 33, Art. 38, Art. 101, Art. 103 und Art. 104 GG enthaltenen Recht verletzt zu sein. Wird der Verfassungsbeschwerde gegen eine Entscheidung stattgegeben, so hebt das Bundesverfassungsgericht die Entscheidung auf, wird ihr gegen ein Gesetz stattgegeben, so ist das Gesetz für nichtig zu erklären (§ 95 Abs. 2 und 3 BVerfGG).
Eine eigenständige Verfassungsgerichtsbarkeit wie in Deutschland hängt davon ab, ob die Verfassungsgerichtsbarkeit in einem Staat dem Einheits- oder dem Trennungsmodell folgt. Im Einheitsmodell gibt es keine eigenständige Verfassungsgerichtsbarkeit; über die Verfassungsmäßigkeit des zu überprüfenden Rechtsakts entscheidet beim Einheitsmodell ein Gericht der allgemeinen Gerichtsbarkeit, so beispielsweise in den USA der Oberste Gerichtshof der Vereinigten Staaten oder das Schweizer Bundesgericht. Im Trennungsmodell hingegen entscheidet ein besonderes Gericht, etwa das deutsche Bundesverfassungsgericht, der Verfassungsgerichtshof in Österreich oder der italienische Corte costituzionale. Das Trennungsmodell gewährt die Möglichkeit, Rechtsakte in einem eigenen verfassungsgerichtlichen Verfahren außerhalb eines konkreten Gerichtsverfahrens zu überprüfen (sog. abstrakte Normenkontrolle; Deutschland, Österreich). Auch Mischformen sind möglich.
Die Verfassungsbeschwerde ist in Deutschland bereits seit 1951 im Bundesverfassungsgerichtsgesetz (BVerfGG) geregelt, aber erst seit dem 2. Februar 1969 im Grundgesetz verankert (Art. 94 Abs. 1 Nr. 4a GG). Bereits im September 1951 stellte das Bundesverfassungsgericht klar, dass die Verfassungsbeschwerde kein zusätzlicher Rechtsbehelf für das Verfahren vor den ordentlichen Gerichten oder Verwaltungsgerichten, sondern „dem Staatsbürger als besonderes Rechtsschutzmittel zur prozessualen Durchsetzung der Grundrechte oder der diesen gleichgestellten Rechte gewährt“ wird.
Die vor allem in diesen Verfahren vom Bundesverfassungsgericht entwickelte Rechtsprechung zu den Grundrechten aus Art. 1 bis Art. 19 des Grundgesetzes (GG) und den in Art. 94 Abs. 1 Nr. 4a GG genannten grundrechtsgleichen Rechten hatte und hat entscheidenden Einfluss auf die Rechtspraxis und die Fortbildung des Rechts in nahezu allen Lebensbereichen.

## Geschichte
Nachdem die Verfassungsbeschwerde in der nicht realisierten Paulskirchenverfassung von 1849 bereits in §§ 126 lit. g vorgesehen war, wurde sie erstmals 1919 in Bayern durch die Bamberger Verfassung eingeführt. Diese Verfassungsbeschwerde konnte sich jedoch nur gegen behördliche Einzelakte richten, nicht wie die heutige Verfassungsbeschwerde auch gegen Akte des Gesetzgebers. Nach dem Zweiten Weltkrieg wurde der Rechtsbehelf in die neue Landesverfassung des Freistaates Bayern von 1946 übernommen. In Hessen wurde mit der ebenfalls neu gefassten Landesverfassung des Landes Hessen von 1946 ein entsprechender verfassungsrechtlicher Rechtsbehelf eingeführt, die Grundrechtsklage beim Staatsgerichtshof.
Bei den Beratungen zur Schaffung des Grundgesetzes wurde im Parlamentarischen Rat die Übernahme dieser Vorbilder auf Bundesebene zwar diskutiert, aber zunächst nicht verwirklicht. Erst mit dem Bundesverfassungsgerichtsgesetz (BVerfGG) vom 12. März 1951 wurde der Rechtsbehelf einfachrechtlich, d. h. außerhalb des Grundgesetzes, eingeführt (§§ 90 ff. BVerfGG).
In das Grundgesetz selbst eingefügt und damit einer einfachen Gesetzesänderung entzogen wurde die Verfassungsbeschwerde erst durch das Neunzehnte Gesetz zur Änderung des Grundgesetzes vom 29. Januar 1969 (Artikel 93 Absatz 1 Nr. 4a GG). Anstoß hierzu war die Einführung des Widerstandsrechts in Art. 20 Absatz 4 GG, das als Gegengewicht zu den Änderungen im Rahmen der Notstandsverfassung gedacht war. Verletzungen desselben sollten auch die Verfassungsbeschwerde eröffnen. Anlässlich dieser Ergänzung sollte der bisher nur einfachrechtlich geregelte Rechtsbehelf in der Verfassung selbst verankert werden.

## Bedeutung der Verfassungsbeschwerde
Grundrechte haben nach der heute herrschenden Lehre eine doppelte Funktion. Zum einen sind sie in ihrer herkömmlichen liberalen Bedeutung subjektive Freiheitsrechte des Bürgers gegen den Staat, zum anderen sind die Grundrechte zugleich objektive Wertentscheidungen und Grundsatznormen, die für alle Bereiche des Rechts gelten.
Dementsprechend hat auch die Verfassungsbeschwerde eine doppelte Funktion. Vorrangig dient die Verfassungsbeschwerde dem individuell-subjektiven Grundrechtsschutz des von einer staatlichen Maßnahme betroffenen Beschwerdeführers und sichert die unmittelbare Geltung seiner Grundrechte. Mit ihr wird die Durchsetzung subjektiver Rechte verfolgt, sie ist der spezifische Rechtsbehelf des Bürgers gegen den Staat. Daneben ist sie auf Grund ihrer fallübergreifenden, generellen Wirkung aber auch ein spezifisches Rechtsschutzmittel des objektiven Verfassungsrechts, dient dessen Wahrung, Auslegung und Fortbildung und hat einen „generellen Edukationseffekt“. Diese objektiv-rechtliche Funktion stellt eine zusätzliche Dimension der Verfassungsbeschwerde dar: Indem der Betroffene seine eigenen Grundrechte verteidigt, setzt er zugleich ein Verfahren in Gang, das auch dem objektiven Verfassungsschutz dient. Diese objektiv-rechtliche Dimension ist Folge der subjektiv-rechtlichen, darf aber nicht zu einer Relativierung der subjektiven Rechtsschutzfunktion der Verfassungsbeschwerde führen. Dabei ist die Gewichtung der beiden Dimensionen in der Literatur im Einzelnen umstritten und wird auch vom BVerfG nicht einheitlich gehandhabt.
Aus der objektiv-rechtlichen Funktion leitet das Bundesverfassungsgericht seine Befugnis ab, über eine von den Beschwerdeführern nach der mündlichen Verhandlung zurückgenommene Verfassungsbeschwerde bei Vorliegen besonderer Voraussetzungen dennoch zu entscheiden. Auch die umfassende Prüfung am Maßstab der gesamten Verfassung, die das Bundesverfassungsgericht im Anschluss an die berühmte Elfes-Entscheidung regelmäßig vornimmt, ist Ausdruck der objektiv-rechtlichen Bedeutung der Verfassungsbeschwerde. Gleiches gilt für die Möglichkeit, in Bagatellfällen eine zulässige und begründete Verfassungsbeschwerde nicht zur Entscheidung anzunehmen.

## Zulässigkeit

### Beschwerdegegenstand
Nach Art. 94 Abs. 1 Nr. 4a GG, § 90 Abs. 1 BVerfGG kann jedermann, der behauptet, durch die öffentliche Gewalt in einem seiner Grundrechte oder bestimmter grundrechtsgleicher Rechte verletzt zu sein, Verfassungsbeschwerde zum Bundesverfassungsgericht erheben. Die Möglichkeit, die Kontrolle staatlicher Machtentfaltung durch das höchste deutsche Gericht zu initiieren, liegt damit nicht allein in den Händen staatlicher Organträger, sondern ebenso bei dem in seinen Grundrechten betroffenen Bürger.
Es muss sich um Rechtsakte der deutschen staatlichen Gewalt handeln, gleichgültig ob Bundes- oder Landesstaatsgewalt. Entscheidungen ausländischer Behörden oder Gerichte sind nicht angreifbar, allerdings deutsche Maßnahmen der Vollstreckungshilfe. Erfasst werden alle Maßnahmen der unmittelbaren wie der mittelbaren Staatsgewalt, also auch das Tun oder Unterlassen von Gemeinden und Gemeindeverbänden, von Körperschaften, Anstalten und Stiftungen des öffentlichen Rechts.
Die Verfassungsbeschwerde ist begrenzt auf den Schutz der Grundrechte bzw. bestimmter grundrechtsgleicher Rechte und schützt nicht vor sonstigen Rechtsverletzungen. Gerügt werden können grundsätzlich alle rechtserheblichen Maßnahmen der gesetzgebenden, der ausführenden und der rechtsprechenden Gewalt. Im Regelfall werden Verfassungsbeschwerden gegen letztinstanzliche Gerichtsentscheidungen erhoben, selten auch unmittelbar gegen Gesetze. Unmittelbar gegen Regierungs- und Behördenhandeln, z. B. Verwaltungsakte, kommt eine Verfassungsbeschwerde regelmäßig nicht in Betracht, weil der Beschwerdeführer zunächst den Rechtsweg beschritten und erschöpft haben muss.
In Betracht kommen Hoheitsakte aller drei staatlichen Gewalten: der Gesetzgebung, der vollziehenden Gewalt und der Rechtsprechung. Die Möglichkeit der Verfassungsbeschwerde gegen Verwaltungshandeln allein hat aber wegen der Rechtsweggarantie (Art. 19 Abs. 4 GG) und dem Gebot der Rechtswegerschöpfung (§ 90 Abs. 2 BVerfGG) kaum praktische Bedeutung. Die allermeisten Beschwerden richten sich gegen Gerichtsentscheidungen (Urteilsverfassungsbeschwerden). Nicht angreifbar sind Verwaltungsvorschriften, da sie keine nach außen wirkenden Normen enthalten.
Rechtsakte von supranationalen Organisationen wie etwa der Europäischen Union, sogenanntes sekundäres Gemeinschaftsrecht, können nur dann angegriffen werden, wenn der Beschwerdeführer substantiiert darlegt, dass die europäische Rechtsentwicklung einschließlich der Rechtsprechung des Europäischen Gerichtshofs unter den erforderlichen Grundrechtsstandard abgesunken und der unabdingbar gebotene Grundrechtsschutz generell nicht mehr gewährleistet ist oder dass ein Rechtsakt aus den Ermächtigungsgrenzen ausbricht bzw. die Verfassungsidentität der Bundesrepublik verletzt. Dies darzulegen, dürfte im Ergebnis nicht möglich sein.
Uneingeschränkt angegriffen werden können mit der Verfassungsbeschwerde die (deutschen) Zustimmungsgesetze zu den europäischen Verträgen sowie innerstaatliche Umsetzungsakte von sekundärem Gemeinschaftsrecht, soweit ein nationaler Gestaltungsspielraum besteht und sie nicht europarechtlich determiniert sind.
Die Verfassungsbeschwerde dient nicht dem Schutz von Rechten schlechthin, sondern nur dem Schutz der im Grundgesetz enthaltenen Grundrechte sowie der die in Art. 94 Abs. 1 Nr. 4a GG genannten Rechte aus den Art. 20 Abs. 4, Art. 33, Art. 38 GG und der sogenannten Prozessgrundrechte der Art. 101 GG, Art. 103 GG und Art. 104 GG (z. B. gesetzlicher Richter, rechtliches Gehör). Nicht gerügt werden kann die Verletzung anderer Rechte, wie etwa Vorschriften des Völkerrechts oder einfacher Gesetze oder von objektiven Verfassungsnormen.
Das Verfassungsbeschwerdeverfahren ist nicht kontradiktorisch, d. h. dem Beschwerdeführer steht kein Antragsgegner gegenüber. Die Beschwerde richtet sich gegen einen Rechtsakt, nicht gegen ein Staatsorgan. Die von der Beschwerde betroffenen Verfassungsorgane haben aber die Möglichkeit der Anhörung und des Beitritts zum Verfahren (§ 94 BVerfGG).

Arten
Zu unterscheiden ist zwischen der Rechtssatzverfassungsbeschwerde, die aus Akten der Legislative (verfassungswidrige Gesetzgebung) resultiert, und der Urteilsverfassungsbeschwerde, die sich aus Gerichtsurteilen ergibt. Letztere werden lediglich auf die Verletzung des so genannten „spezifischen Verfassungsrechts“ überprüft. Akte der Exekutive betreffen beispielsweise verfassungswidrige Verwaltungsakte, die jedoch als solche nicht Beschwerdegegenstand beim BVerfG sein können, sondern bei denen noch alle Rechtsmittel bis zur letzten Instanz ausgeschöpft werden müssen. Sie gehören dann zur Urteilsverfassungsbeschwerde.

### Beschwerdefähigkeit
Der Beschwerdeführer muss grundrechtsfähig und grundrechtsberechtigt sein.
Als beschwerdefähige Rechtssubjekte kommen alle Grundrechtsträger in Frage, also natürliche Personen und juristische Personen, soweit die Grundrechte ihrem Wesen nach auf die juristische Person anwendbar sind wie etwa die Berufs- oder die Eigentumsfreiheit. Lediglich Entscheidungen des BVerfG sind nicht verfassungsbeschwerdefähig, um einen infiniten Regress zu vermeiden. 
Bei deutschen Staatsangehörigen ergeben sich keine Besonderheiten, mit Ausnahme des Grundrechts auf Asyl können sie sich grundsätzlich auf alle Grundrechte und grundrechtsgleichen Rechte berufen. Nicht-EU-Ausländer sind beschwerdebefugt, soweit sie sich auf ein Grundrecht berufen können, das auch Ausländern zukommt. Sofern es sich um „Deutschen-Grundrechte“ handelt (z. B. Artikel 12 Absatz 1 und 2 GG), werden Nicht-EU-Ausländer über die allgemeine Handlungsfreiheit des Artikels 2 Absatz 1 GG als Auffanggrundrecht in personeller Hinsicht geschützt. EU-Ausländer können sich, seit dem am 1. Dezember 2009 in Kraft getretenen Vertrages von Lissabon, gemäß Art. 18 AEUV, der die Diskriminierung aufgrund der Staatsangehörigkeit verbietet, auch auf die weithin als „Deutschen-Grundrechte“ bekannten Artikel berufen.
Inländische juristische Personen des Privatrechts sind beschwerdefähig, soweit ein Grundrecht seinem Wesen nach auf diese, gemäß Art. 19 Abs. 3 GG anwendbar ist. In Betracht kommen namentlich vollrechtsfähige juristische Personen des Privatrechts wie der rechtsfähige Verein, die Aktiengesellschaft (AG), die Kommanditgesellschaft auf Aktien (KGaA), die Gesellschaft mit beschränkter Haftung (GmbH), teilrechtsfähige juristische Personen, wie die Offene Handelsgesellschaft (OHG), die Kommanditgesellschaft (KG), die Gesellschaft bürgerlichen Rechts (GbR) oder ggf. auch der sogenannten nichtrechtsfähige Verein sowie sonstige Personenvereinigungen, sofern sie eine festgefügte Struktur haben, auf gewisse Dauer angelegt sind und das Grundrecht dem Wesen nach auf sie anwendbar ist.
Juristische Personen des öffentlichen Rechts sind stets grundrechtsunfähig und können daher – mit Ausnahme der Prozessgrundrechte – keine Verfassungsbeschwerde erheben, es sei denn, dass sie ausnahmsweise als eigenständige, vom Staat unabhängige oder jedenfalls distanzierte Einrichtungen unmittelbar dem durch ein spezifisches Grundrecht geschützten Lebensbereich zuzuordnen sind und in diesem Lebensbereich den Bürgern zur Verwirklichung ihrer individuellen Grundrechte dienen, wie z. B. öffentlich-rechtliche Rundfunkanstalten, Universitäten und Fakultäten.
Politische Parteien und Abgeordnete sind nur dann grundrechtsfähig und beschwerdebefugt, wenn sie unabhängig von ihrem verfassungsrechtlichen Status Rechte rügen wie jedermann, etwa in der Abwehr von gleichheitswidrigen Maßnahmen durch Hoheitsträger (Sendezeiten im Wahlkampf) oder in vermögensrechtlichen Streitigkeiten, nicht allerdings, wenn sie ihren verfassungsrechtlichen Status gegen Verfassungsorgane geltend machen (Organstreitverfahren).

### Beschwerdebefugnis
Notwendig, aber auch hinreichend ist, dass die Möglichkeit einer Grundrechtsverletzung geltend gemacht wird (Möglichkeitstheorie).
Der Beschwerdeführer muss selbst, gegenwärtig und unmittelbar betroffen sein. Mit diesen Kriterien beabsichtigt das Bundesverfassungsgericht, unnötige Beschwerden abzuwehren, die Verfassungsbeschwerde von der Popularklage abzugrenzen und dem Grundsatz der Subsidiarität zur Geltung zu verhelfen.
- Selbstbetroffenheit setzt voraus, dass der Beschwerdeführer die Verletzung eigener Rechte geltend macht, nicht die Rechte Dritter oder bloß objektives Verfassungsrecht. Normen, die nach Struktur und Inhalt bereits nicht geeignet sind, in Grundrechte einzugreifen, scheiden als Prüfungsgegenstand von vorneherein aus. Der Beschwerdeführer muss in eigenen Grundrechten betroffen sein; nur der Rechtsinhaber selbst kann Verfassungsbeschwerde erheben. Selbstbetroffenheit ist immer dann gegeben, wenn der Beschwerdeführer Adressat der angegriffenen Regelung ist,[34] kann aber auch dann vorliegen, wenn er als Dritter rechtlich zwangsläufig betroffen ist (Ladenschlussgesetz betrifft auch die Verbraucher).[35]

Selbstbetroffenheit scheidet stets dann aus, wenn ein Beschwerdeführer nur eine bloß objektive Rechtswidrigkeit staatlichen Handelns behauptet, ohne sich auf seine Grundrechte zu berufen oder berufen zu können. Eine Verfassungsbeschwerde, die lediglich die fehlerhafte Anwendung objektiven Verfassungsrechts rügt, ist daher bereits aus diesem Grund unzulässig, etwa eine Verfassungsbeschwerde gegen die Auflösung des Bundestages, selbst wenn die Auflösung objektiv verfassungswidrig sein sollte: Der Beschwerdeführer könnte kein Grundrecht nennen, in dem er selbst betroffen wäre.
- Der Beschwerdeführer muss gegenwärtig, also schon oder noch betroffen sein, ein bloß virtuelles Betroffenwerden reicht nicht aus.[37]

Die gegenwärtige Betroffenheit setzt grundsätzlich ein in Kraft getretenes Gesetz voraus, da einer Norm erst ab diesem Zeitpunkt Rechtswirkung zukommt. Das Bundesverfassungsgericht hält eine gegenwärtige Beschwer zur Sicherstellung effektiven Grundrechtsschutzes auch schon vor Inkrafttreten für gegeben, wenn die künftigen Rechtswirkungen bereits gegenwärtig klar abzusehen und für den Beschwerdeführer gewiss sind. Ausnahmsweise ist eine Verfassungsbeschwerde deshalb auch ohne aktuelle Betroffenheit zulässig, wenn eine Norm den Betroffenen bereits gegenwärtig zu später nicht mehr korrigierbaren Entscheidungen zwingt oder von Dispositionen abhält, die er nach dem späteren Gesetzesvollzug nicht mehr nachholen kann oder wenn eine angegriffene Norm materielle Rechtswirkungen zwar erst in der Zukunft erzeugen wird, die Normadressaten der Norm aber bereits feststehen und klar abzusehen ist, in welcher Weise die Beschwerdeführer betroffen werden, z. B. Rundfunkgebühren. Trotz zwischenzeitlicher Erledigung bejaht das Bundesverfassungsgericht die Gegenwärtigkeit der Beschwerdebefugnis auch bei Wiederholungsgefahr oder wenn die gegenstandslos gewordene Maßnahme den Beschwerdeführer weiterhin erheblich beeinträchtigt, bei zurückliegenden Freiheitsentziehungen, wenn anderenfalls die Klärung einer verfassungsrechtlichen Frage von grundsätzlicher Bedeutung unterbliebe und der gerügte Grundrechtseingriff besonders schwer wiegt oder der Betroffene nach dem regelmäßigen Geschäftsgang eine Entscheidung des Bundesverfassungsgerichts kaum erlangen konnte.
Ausnahmsweise kann ein Gesetz auch vor Erlass eines Umsetzungsaktes mit Verfassungsbeschwerde angegriffen werden, wenn es zu später nicht mehr revidierbaren Dispositionen veranlasst oder wenn der Betroffene sich nicht gegen einen Vollzugsakt wehren kann, weil er von dem Eingriff nichts erfährt oder erst nach langer Zeit Kenntnis erlangen kann.
- Die Beeinträchtigung muss den Beschwerdeführer unmittelbar betreffen. Das Erfordernis des unmittelbaren Betroffenseins ist erfüllt, wenn die angegriffene Norm direkt in grundrechtlich geschützte Positionen eingreift, ohne dass es noch einer Umsetzung des „Gesetzesbefehls“ durch Gesetz,[49] Verordnung,[50] Satzung[51] oder insbesondere durch einen Vollzugsakt der Exekutive[52] bedarf.[53]

Sie darf weder rechtsnotwendig noch nach der tatsächlichen Verwaltungspraxis einen besonderen Vollzugsakt voraussetzen oder erfordern. Ist dagegen zur Durchführung eines Gesetzes ein selbständiger Vollzugsakt notwendig, muss dieser zunächst abgewartet und mit zulässigen Rechtsbehelfsmitteln angegriffen werden.

### Postulationsfähigkeit
Gemäß § 22 Abs. 1 BVerfGG gilt vor dem BVerfG ein beschränkter Anwaltszwang. Im schriftlichen Verfahren können die Beteiligten selbst verhandeln, Anwaltszwang gilt dagegen in der mündlichen Verhandlung (§ 22 Abs. 1 Satz 2 BVerfGG).

### Verhältnis zu den Fachgerichten
Eine der wichtigsten Zulässigkeitsvoraussetzungen ist die Erschöpfung des Rechtswegs. Da es Aufgabe der allgemeinen Gerichte ist, dem Bürger Rechtsschutz zu gewähren, kommt eine Anrufung des Bundesverfassungsgerichts nur in Betracht, wenn zuvor alle Rechtsschutzmöglichkeiten ausgeschöpft worden sind. Ein Beschwerdeführer muss daher alle ihm zustehenden Rechtsmittel und -behelfe vor Erhebung der Verfassungsbeschwerde erfolglos eingelegt haben. Nur ausnahmsweise kann eine Beschwerde auch ohne Erschöpfung des Rechtswegs zugelassen werden, wenn sie von allgemeiner Bedeutung ist oder wenn dem Beschwerdeführer ein schwerer und unabwendbarer Nachteil entstünde, falls er zunächst auf den Rechtsweg verwiesen würde (§ 90 Abs. 2 BVerfGG).
Dabei ist zu unterscheiden:
- Gegen behördliche Maßnahmen steht nach Art. 19 Abs. 4 GG immer der Rechtsweg offen, sodass die Möglichkeit einer unmittelbaren Verfassungsbeschwerde regelmäßig ausscheidet. Wenn ein Betroffener sich gegen eine staatliche Maßnahme wehren will, muss er zunächst die (Verwaltungs-)Gerichte anrufen. Erst nach rechtskräftigem Abschluss des Gerichtsverfahrens könnte er Verfassungsbeschwerde erheben.
- Gegen gerichtliche Entscheidungen kann ein Beschwerdeführer erst nach Erschöpfung des Rechtswegs, also nach der letzten Instanz Verfassungsbeschwerde erheben, die so genannte Urteilsverfassungsbeschwerde. Den allgemeinen, „normalen“ Gerichten (vom Bundesverfassungsgericht „Fachgerichte“ genannt) obliegt die Ermittlung und Würdigung des Sachverhalts sowie die Auslegung des einfachen Rechts aber auch die Wahrung der Grundrechte. Der subsidiären Funktion der Verfassungsbeschwerde würde es zuwiderlaufen, sie anstelle oder wahlweise neben einem möglicherweise anderweitig zulässigen Rechtsbehelf zuzulassen.[57]

Eine solche Urteilsverfassungsbeschwerde kann daher grundsätzlich zulässigerweise nur nach Abschluss des Rechtswegs, also gegen letztinstanzliche, rechtskräftige Gerichtsentscheidungen erhoben werden. Es handelt sich insoweit um einen Fall der Durchbrechung der Rechtskraft.
Unterlässt der Beschwerdeführer ein zulässiges Rechtsmittel oder bleibt ein an sich gegebenes Rechtsmittel aus prozessualen Gründen erfolglos, z. B. wegen Verspätung, ist der Rechtsweg regelmäßig nicht erschöpft und eine Verfassungsbeschwerde wegen Verletzung des Subsidiaritätsprinzips unzulässig.
- Gegen formelle Gesetze steht unmittelbarer fachgerichtlicher Rechtsschutz in der Regel nicht offen. Bei Vorliegen der übrigen Voraussetzungen, insbesondere der unmittelbaren und gegenwärtigen Selbstbetroffenheit – können diese dennoch nur ausnahmsweise mit der Rechtssatzverfassungsbeschwerde angegriffen werden. Das Bundesverfassungsgericht verlangt unter Berufung auf den Grundsatz der Subsidiarität vom Beschwerdeführer auch bei Gesetzen, die ihn selbst, gegenwärtig und unmittelbar in seinen Grundrechten betreffen, regelmäßig zunächst einen (offensichtlich aussichtslosen) Vollzugsakt zu beantragen und dessen Ablehnung dann vor den Fachgerichten anzufechten.[60][61]

Es gehöre zu den Aufgaben eines jeden Gerichts, im Rahmen seiner Zuständigkeit bei Verfassungsverletzungen Rechtsschutz zu gewähren. Handelt es sich um ein förmliches Gesetz und teilt das Fachgericht die verfassungsrechtlichen Bedenken des Beschwerdeführers, setzt es das Verfahren nach Art. 100 Abs. 1 GG aus und führt eine Entscheidung des Bundesverfassungsgerichts herbei. Im anderen Fall wäre gegen die letztinstanzliche Entscheidung die Verfassungsbeschwerde gegeben. Bei der Geltendmachung normativen Unrechts durch Bundesrechtsverordnungen bestehe auch die Möglichkeit einer Feststellungsklage „mit normenkontrollrechtlichem Hintergrund“. Dem System des verwaltungsgerichtlichen Rechtsschutzes könne nicht entnommen werden, dass außerhalb des § 47 VwGO die Überprüfung von Rechtssetzungsakten ausgeschlossen sein solle. Auf dieser Grundlage könne im verwaltungsgerichtlichen Verfahren gegenüber dem Normgeber auch die Feststellung begehrt werden, „dass das Recht auf Gleichbehandlung den Erlass oder die Änderung einer Rechtsverordnung gebiete.“ Damit sei gewährleistet, dass dem Bundesverfassungsgericht nicht nur die abstrakte Rechtsfrage, sondern auch die Beurteilung der Sach- und Rechtslage durch ein für die Materie speziell zuständiges Gericht unterbreitet werde. Unter diesen Voraussetzungen trage der Grundsatz der Subsidiarität dazu bei, die besondere Funktion und die Funktionsfähigkeit des Bundesverfassungsgerichts zu erhalten. Ein Betroffener müsse „in zumutbarer Weise einen wirkungsvollen Rechtsschutz zunächst durch Anrufung der Fachgerichte erlangen“ (). Entscheidend sei, ob die fachgerichtliche Klärung erforderlich ist, um zu vermeiden, dass das Bundesverfassungsgericht seine Entscheidungen auf ungesicherter Tatsachen- und Rechtsgrundlage trifft. Ein solcher Fall wird regelmäßig dann gegeben sein, wenn die angegriffenen Vorschriften auslegungsbedürftige und -fähige Rechtsbegriffe enthalten, von deren Auslegung und Anwendung es maßgeblich abhängt, inwieweit Beschwerdeführende durch die angegriffenen Vorschriften tatsächlich und rechtlich beschwert sind.
Hiervon macht das Bundesverfassungsgericht nur dann eine Ausnahme, wenn der Verfassungsbeschwerde allgemeine Bedeutung zukommt, die Beurteilung einer Norm allein spezifisch verfassungsrechtliche Fragen aufwirft, die das Bundesverfassungsgericht zu beantworten hat, ohne dass von einer vorausgegangenen fachgerichtlichen Prüfung verbesserte Entscheidungsgrundlagen zu erwarten wären oder die Anrufung der Fachgerichte im konkreten Fall zu unzumutbaren Ergebnissen führen würde. Im Straf- oder Ordnungswidrigkeitenrecht ist dies grundsätzlich der Fall, denn es kann von keiner Person verlangt werden, zunächst eine Straftat oder Ordnungswidrigkeit zu begehen, um die Verfassungswidrigkeit der Norm im fachgerichtlichen Verfahren geltend machen zu können. Doch genügt eine Verfassungsbeschwerde auch dann nicht dem Grundsatz der Subsidiarität, wenn die Möglichkeit besteht, fachgerichtlichen Rechtsschutz außerhalb eines Straf- oder Bußgeldverfahrens zu erlangen. Zum vorrangigen fachgerichtlichen Rechtsschutz außerhalb eines Straf- oder Bußgeldverfahrens zählt die – gegebenenfalls mit einem Antrag auf Gewährung einstweiligen Rechtsschutzes verbundene – vorbeugende negative Feststellungsklage gemäß § 43 Abs. 1 VwGO gegen die individuelle Verbindlichkeit normativer Verbote oder Verpflichtungen. Diese ist statthaft, wenn die Feststellung begehrt wird, dass wegen Ungültigkeit oder Unanwendbarkeit einer Rechtsnorm kein Rechtsverhältnis zu dem anderen Beteiligten begründet ist. Die Anrufung der Fachgerichte ist auch nicht schon dann als von vornherein aussichtslos anzusehen, wenn Rechtsprechung zugunsten der Zulässigkeit des Rechtsbehelfs für die gegebene Fallgestaltung noch nicht vorliegt. Die Zuständigkeitsverteilung unter den Gerichtsbarkeiten ist in dieser Beziehung im Einzelnen noch unklar.
Diese Rechtsprechung wird teilweise kritisiert, da sie widersprüchlich sei, zu unzumutbaren und unkalkulierbaren Anforderungen zu Lasten des Betroffenen und im Ergebnis nahezu zum Ausschluss der Rechtssatzverfassungsbeschwerde führe. Mit einer Rechtssatzverfassungsbeschwerde können ausnahmsweise auch Gesetze, Rechtsverordnungen oder Satzungen vor deren Vollzug angegriffen werden. Das können Gesetze sein, die zu heimlichen Grundrechtseingriffen ermächtigten. Dem Grundsatz der Subsidiarität der Verfassungsbeschwerde werde durch die Zulässigkeitskriterien der unmittelbaren und gegenwärtigen Selbstbetroffenheit hinreichend Rechnung getragen; es bestehe kein Grund und keine Rechtfertigung, den Bürger über diese Anforderungen hinaus in ein von vorneherein unzulässiges Gerichtsverfahren zu treiben.

### Rechtsschutzbedürfnis
Bei Vorliegen der übrigen Zulässigkeitsvoraussetzungen ist das Rechtsschutzbedürfnis regelmäßig gegeben. Die Voraussetzungen der Beschwerdebefugnis sowie der Erschöpfung des Rechtswegs konkretisieren und verbrauchen den Gesichtspunkt des Rechtsschutzbedürfnisses.
Problematisch kann das Rechtsschutzbedürfnis bei zwischenzeitlicher Erledigung sein, etwa durch Aufhebung der angegriffenen Maßnahme. Hier gelten die von der Verwaltungsrechtsprechung zur Fortsetzungsfeststellungsklage entwickelten Maßstäbe entsprechend: Bei Eingriffen in besonders bedeutsame Grundrechte, bei besonders schwerwiegenden Eingriffen, bei einem Fortdauern der beeinträchtigenden Wirkungen oder bei Wiederholungsgefahr wird das Rechtsschutzbedürfnis als fortbestehend angesehen.

### Ordnungsgemäße Beschwerdeerhebung
Die Beschwerde muss ausführlich begründet werden (§ 92 BVerfGG). Der Beschwerdeführer muss das verletzte Grundrecht nennen und die ihn verletzende Handlung: die Beschwerdeschrift muss den Streitgegenstand festlegen und angeben, durch welchen Akt der öffentlichen Gewalt der Beschwerdeführer sich in welchem Grundrecht bzw. grundrechtsgleichen Recht verletzt fühlt. Insbesondere sollte der Beschwerdeführer die von ihm angegriffenen Entscheidungen in Kopie übersenden. Es darf dem Bundesverfassungsgericht nicht überlassen bleiben, den Sachverhalt von Amts wegen nach allen Richtungen gewissermaßen „ins Blaue hinein“ zu untersuchen. Beschwerden, die diesen strengen Anforderungen nicht genügen, werden vom Gericht erst gar nicht zur Entscheidung angenommen.
Im Regelfall muss die Beschwerde innerhalb einer Monatsfrist nach Erlass des angegriffenen Rechtsaktes, etwa eines letztinstanzlichen Urteils, nicht nur erhoben, sondern auch vollständig begründet werden (§ 93 Abs. 1 BVerfGG). Die Beschwerdefrist endet mit Ablauf des dem Fristbeginn entsprechenden Monatstages, so dass die Monatsfrist im Februar auch nur 28 bzw. 29 Tage statt 30 oder 31 Tage betragen kann. Bei Beschwerden gegen Gesetze beträgt die Frist ein Jahr (§ 93 BVerfGG). Bei unklarem Fristenlauf kann die Beschwerde aus Gründen der Fristwahrung sogar vorsorglich erhoben werden. Eine Fristwahrung durch das Datum des Poststempels ist nicht möglich, sondern die Beschwerde muss vor Fristablauf beim Bundesverfassungsgericht vollständig eingegangen sein.
Eine Verlängerung der Beschwerdefrist ist zwar ausgeschlossen, aber wenn die Frist ohne Verschulden nicht eingehalten werden konnte, so kann binnen zwei Wochen nach Wegfall des Hindernisses Wiedereinsetzung in den vorigen Stand beantragt und die Verfassungsbeschwerde nachgeholt werden. Die Tatsachen zur Begründung des Antrags sind glaubhaft zu machen. Das Verschulden des Bevollmächtigten steht dem Verschulden eines Beschwerdeführers gleich (§ 93 Abs. 2 BVerfGG).
Die Verfassungsbeschwerde unterliegt der Schriftform und strengen Anforderungen an die Begründung (§ 23 Abs. 1 BVerfGG). Die Einreichung der schriftlichen Beschwerde per Post oder auch Telefax ist zulässig, nicht aber per E-Mail. Die Beschwerde ist mit vollständiger Begründung nebst aller relevanten Anlagen innerhalb der Monatsfrist einzureichen. Ein reiner Verweis auf eine andere, dem Bundesverfassungsgericht bereits vorliegende Verfassungsbeschwerde kann die erforderliche (erneute) Einreichung derselben Anlagen nicht ersetzen. Werden weitere Informationen und Dokumente, die zu den Mindestanforderungen an die Begründung der Verfassungsbeschwerde gehören, erst nach Fristablauf unterbreitet, so ist die Verfassungsbeschwerde unzulässig.

## Begründetheit
Grundsätzlich werden sämtliche und nicht nur die vom Beschwerdeführer genannten Grundrechte und grundrechtsgleichen Rechte überprüft, die wegen der Rechtsverletzung in Betracht kommen. Es ist aber nicht jede Rechtsverletzung erheblich. Prüfungsmaßstab ist ausschließlich die „Verletzung spezifischen Verfassungsrechts“. Ein Verstoß gegen einfaches Recht genügt daher nicht; andernfalls würde das Bundesverfassungsgericht zu einer Superrevisionsinstanz. Das widerspräche der Aufgabenverteilung, die das Grundgesetz zwischen Verfassungs- und Fachgerichtsbarkeit vornimmt.
Die Verfassungsbeschwerde hat keinen Suspensiveffekt, Rechtskraft und Vollzug einer angegriffenen Entscheidung bleiben bestehen, es sei denn, das Bundesverfassungsgericht erlässt auf Antrag eine einstweilige Anordnung. Allerdings kann die Erhebung einer Verfassungsbeschwerde gelegentlich eine faktische Suspensivwirkung auslösen und dazu führen, dass eine angegriffene Entscheidung vorläufig nicht vollstreckt wird. Eine rechtliche Verpflichtung hierzu besteht nicht, solange Entsprechendes nicht durch eine einstweilige Anordnung geregelt worden ist.

## Annahme der Verfassungsbeschwerde
Die Verfassungsbeschwerde bedarf der Annahme durch das Bundesverfassungsgericht (§ 93a Abs. 1 BVerfGG). Das Annahmeverfahren ist ein Gerichtszugangsverfahren sui generis, das den Zugang innerhalb des gegebenen Rechtswegs unabhängig von der Zulässigkeit und/oder Begründetheit des Rechtsbehelfs von einer Entscheidung des angerufenen Gerichts selbst abhängig macht. Wird die Verfassungsbeschwerde einstimmig nicht zur Entscheidung angenommen, wird sie gegenstandslos.
Die Annahmeentscheidung ist der eigentlichen Zulässigkeits- und Begründetheitsprüfung vorgelagert. Das Annahmeverfahren dient der Selektion der Verfassungsbeschwerden und soll ein „Ventil gegen eine Überflutung des Bundesverfassungsgerichts“ sein. Seine verfassungsrechtliche Ermächtigung findet es in Art. 93 Abs. 5 Satz 2 GG.
Auf Grund der übergroßen Vielzahl der Verfassungsbeschwerden, die derzeit 96 % aller Verfahren des Bundesverfassungsgerichts ausmachen, wurde wiederholt über eine Beschränkung der Verfassungsbeschwerde nachgedacht. Bereits 1956 wurde ein Vorprüfungsverfahren für Verfassungsbeschwerden eingeführt, um das Bundesverfassungsgericht gegenüber der Flut von Verfahren zu entlasten. Das Verfahren wurde mehrfach novelliert, 1985 wurden die bisherigen Vorprüfungsausschüsse durch Kammern mit erweiterten Befugnissen ersetzt. Gleichwohl sah sich 1992 der damalige Präsident des Bundesverfassungsgerichts, Roman Herzog, zu der drastischen Bemerkung veranlasst: „Wenn man uns nicht hilft, saufen wir ab“. Mit der Novelle zum BVerfGG 1993 wurde das Annahmeverfahren für Verfassungsbeschwerden modifiziert. Im Gegensatz zu früheren Regelungen, die beschrieben, unter welchen Voraussetzungen Verfassungsbeschwerden abgelehnt oder ihnen stattgegeben werden konnten, werden in den neuen §§ 93a bis 93d BVerfGG nunmehr die Gründe für die Annahme einer Verfassungsbeschwerde als verbindliche Maßstäbe für die Entscheidung der Kammer und des Senats festgelegt.
Die Verfassungsbeschwerde ist nach § 93a Abs. 2 BVerfGG zur Entscheidung anzunehmen, wenn
- ihr grundsätzliche verfassungsrechtliche Bedeutung zukommt (Grundsatzannahme) oder
- es zur Durchsetzung der Grundrechte und grundrechtsgleichen Rechte angezeigt ist (Durchsetzungsannahme).

Der erste Annahmegrund stellt auf die objektive Funktion der Verfassungsbeschwerde ab: grundsätzliche Bedeutung ist gegeben, wenn wichtige Fragen des Verfassungsrechts aufgeworfen sind. Der zweite Annahmegrund dient in erster Linie dem subjektiven Grundrechtsschutz: angezeigt ist die Annahme bei besonderem Gewicht der Grundrechtsverletzung, insbesondere, wenn dem Beschwerdeführer durch die Versagung der Entscheidung zur Sache ein besonders schwerer Nachteil entstehen würde.
Liegt keiner der beiden Annahmegründe vor, ist die Annahme der Verfassungsbeschwerde abzulehnen, selbst wenn diese zulässig und begründet sein sollte. Dies wird vor allem in Bagatellfällen der Fall sein. „Mit ein bisschen Verfassungswidrigkeit muss der Bürger gegebenenfalls leben.“

## Rechtsfolgenausspruch
Stellt das Bundesverfassungsgericht fest, dass der angegriffene Hoheitsakt Grundrechte oder grundrechtsgleiche Rechte verletzt, hebt es ihn grundsätzlich auf (Nichtigkeit). Anders verfährt das Gericht dagegen bei Verletzungen des allgemeinen Gleichheitssatzes. Ein Gesetz, das gegen Artikel 3 I GG verstößt, wird von dem Gericht in der Regel nicht aufgehoben, sondern für mit dem Grundgesetz unvereinbar erklärt. Nach dem Grundsatz der Gewaltenteilung verbleibt es dem Gesetzgeber, anstelle der verfassungswidrigen Regelung eine verfassungsmäßige zu erlassen. Das Gericht kann hierzu dem Gesetzgeber eine Frist setzen, bis zu deren Ablauf die mit der Verfassung unvereinbare Regelung fortgilt. Ausnahmsweise kann das Gericht eine Übergangsregelung durch Urteil anordnen.
Obwohl das BVerfG Entscheidungen anderer Gerichte kontrolliert, gehört es nicht zum Instanzenzug. Es überprüft nicht, ob die Fachgerichte das Fachrecht richtig angewandt haben; es prüft nur, ob die getroffene Gerichtsentscheidung mit dem Grundgesetz in Einklang steht.
Rechtssatzverfassungsbeschwerde
Bei einer erfolgreichen Rechtssatzverfassungsbeschwerde erklärt das BVerfG das Gesetz gemäß § 95 Abs. 3 Satz 1 BVerfGG für nichtig. Ausnahmsweise gibt es keine Nichtigerklärung eines Gesetzes, wenn übergeordnete Gründe die Beschränkung auf die Unvereinbarerklärung dies gebieten. Dies ist insbesondere dann der Fall, wenn zu befürchten ist, dass die Nichtigerklärung des angegriffenen Gesetzes den Verfassungsverstoß vertiefen würde. Dann erklärt das BVerfG das Gesetz stattdessen vielmehr lediglich für unvereinbar mit dem als Maßstabsnorm dienenden höherrangigen Recht (§ 31 Abs. 2 Satz 2 BVerfGG) und erklärt die Norm in einer Übergangszeit bis zu einer verfassungskonformen Neuregelung für weiterhin anwendbar.
Urteilsverfassungsbeschwerde
Bei einer erfolgreichen Urteilsverfassungsbeschwerde hebt das BVerfG dieses Urteil – und gegebenenfalls auch die Entscheidungen der Vorinstanzen – auf und verweist die Angelegenheit zur nochmaligen Überprüfung an die Fachgerichte zurück (§ 95 Abs. 2 BVerfGG). Es ist insofern das höchste deutsche Gericht, als es Handlungen aller Verwaltungsebenen aufheben bzw. sie bei Unterlassungen zum Handeln bestimmen kann und dass Entscheidungen des Gerichts weder von Staatsorganen noch von anderen anfechtbar sind. Nach § 31 Abs. 1 BVerfGG binden nämlich die Entscheidungen des BVerfG die Verfassungsorgane des Bundes und der Länder sowie alle Gerichte und Behörden.

## Kosten
Das Verfahren ist grundsätzlich gerichtskostenfrei; in Ausnahmefällen kann eine Missbrauchsgebühr verhängt werden. Nur in sehr seltenen Ausnahmefällen gewährt das Bundesverfassungsgericht Prozesskostenhilfe und ordnet einen Rechtsanwalt bei.
Bei missbräuchlicher Anrufung des Gerichtes kann eine Missbrauchsgebühr von bis zu 2.600 Euro auferlegt werden. Von dieser Möglichkeit hat das Bundesverfassungsgericht früher nur selten Gebrauch gemacht. Seit der Einführung der Möglichkeit zur Verhängung von Missbrauchsgebühren im Jahr 1962 wurden solche Gebühren 2.719-mal verhängt (Erster Senat 930, Zweiter Senat 1.789). Die Gesamtsumme aller Missbrauchsgebühren beträgt 479.761 Euro. Der Anteil der Missbrauchsgebührenentscheidungen an der Gesamtzahl der eingelegten Verfassungsbeschwerden lag bis zum 31. Dezember 2005 bei etwa 0,26 %. In jüngerer Zeit haben die diesbezüglichen Entscheidungen aber zugenommen. Das Gericht wendet sich damit vor allem dagegen, dass es durch von vornherein erkennbar substanzlose Verfassungsbeschwerden den Grundrechtsschutz für andere Betroffene nur verzögert gewähren könne.

## Kommunalverfassungsbeschwerde
Nach Art. 94 Absatz 1 Nr. 4b GG, § 91 BVerfGG entscheidet das Bundesverfassungsgericht auch über Verfassungsbeschwerden von Gemeinden und Gemeindeverbänden wegen Verletzung ihres Rechts auf Selbstverwaltung nach Art. 28 GG durch ein Gesetz oder durch sonstige Normen. Es ist das einzige verfassungsgerichtliche Verfahren, an dem Kommunen beteiligt sein und eine Verletzung ihrer Rechte geltend machen können: Im abstrakten Normenkontrollverfahren sind sie nicht antragsberechtigt, im Bund-Länder-Streit und im Organstreit nicht parteifähig, im Individualverfassungsbeschwerdeverfahren um Grundrechte nicht beschwerdebefugt.
Der Begriff Verfassungsbeschwerde ist missverständlich, da er üblicherweise mit dem Schutz der Grundrechte in Verbindung gebracht wird. Genau darum geht es hier aber nicht: Prüfungsmaßstab ist nur die Selbstverwaltungsgarantie nach Artikel 28 Absatz 2 GG ist, die keine Grundrechtsqualität hat. Es geht um die Bewahrung der institutionellen Garantie der kommunalen Selbstverwaltung, nicht um grundrechtsbezogene Rechtsverteidigung. Entscheidungsziel ist eine abstrakte Normenkontrolle. Gleichwohl finden die Verfahrensvorschriften über die Individualverfassungsbeschwerde, insbesondere das Erfordernis der Beschwerdefähigkeit, weitgehend Anwendung (§ 90 Abs. 2 u. 3, §§ 91–95 BVerfGG).
Der Antrag muss schriftlich gestellt und begründet werden. Antragsbefugt sind nur Gemeinden und Gemeindeverbände. Die Antragsfrist beträgt ein Jahr (§ 93 Absatz 3 BVerfGG).
Zulässiger Beschwerdegegenstand sind Gesetze des Bundes und der Länder, auch Rechtsverordnungen, ebenso sonstige Normen, die Außenwirkung gegenüber Gemeinden haben. Nicht als Gegenstand der kommunalen Verfassungsbeschwerde kommen in Betracht gerichtliche Entscheidungen oder Maßnahmen der vollziehenden Gewalt, etwa Ministerialerlasse. Die beschwerdeführende Gemeinde muss die Möglichkeit einer Verletzung des Rechts auf Selbstverwaltung darlegen und einen Sachverhalt dartun, aufgrund dessen der Schutzbereich des Artikel 28 Absatz 2 GG betroffen sein könnte. Sie muss selbst, gegenwärtig und unmittelbar betroffen sein.
Soweit das Landesverfassungsrecht Gemeinden die Möglichkeit einer Kommunalverfassungsbeschwerde vor dem Landesverfassungsgericht einräumt, schließt § 91 Satz 2 BVerfGG für landesrechtliche Normen den Zugang zum Bundesverfassungsgericht aus. Für bundesrechtliche Normen gilt dieser Subsidiaritätsgrundsatz nicht, sie können immer nur vor dem Bundesverfassungsgericht angegriffen werden.
Auch die kommunale Verfassungsbeschwerde bedarf der Annahme zur Entscheidung. Hier gelten die allgemeinen Regelungen der §§ 93a ff. BVerfGG.

## Massenbeschwerden
Die erste mit großer öffentlicher Aufmerksamkeit verbundene Verfassungsbeschwerde, die im direkten Kontext einer Bürgerrechtsbewegung eingereicht wurde, war jene gegen das Volkszählungsgesetz vom 25. März 1982. Sie endete mit dem Volkszählungsurteil 15. Dezember 1983. Seitdem hat sich die Verfassungsbeschwerde als Instrument der Zivilgesellschaft etabliert.

### Vorratsdatenspeicherung

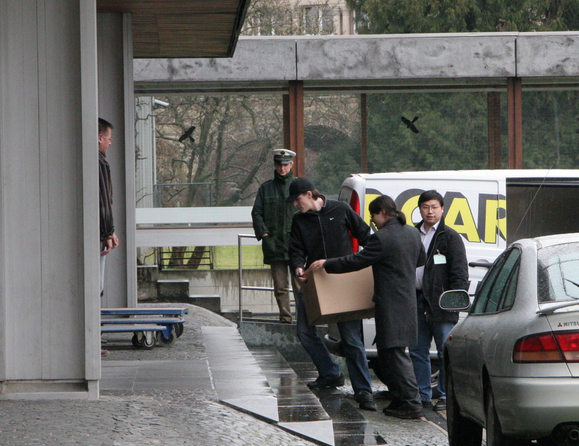
Insgesamt zwölf Kisten mit Beschwerdeschriften gegen die Vorratsdatenspeicherung werden beim Bundesverfassungsgericht eingereicht.

Im Jahr 2007 erhoben 34.939 Beschwerdeführer eine Verfassungsbeschwerde gegen die Vorratsdatenspeicherung. Die vom Arbeitskreis Vorratsdatenspeicherung koordinierte Beschwerde war die bisher größte Verfassungsbeschwerde der Bundesrepublik Deutschland. Wegen der Erledigungserklärung der Beschwerdeführer – nach einer Entscheidung in parallelen Verfahren – wurde diese Beschwerde nicht entschieden.

### ELENA
Eine vom Datenschutzverein FoeBuD organisierte Massenbeschwerde von 22.005 Beschwerdeführern wurde 2010 gegen die zentrale Arbeitnehmerdatenbank ELENA erhoben.
Mit Art. 3 des Gesetzes vom 23. November 2011 wurde das ELENA-Verfahrensgesetz in wesentlichen Punkten aufgehoben.

### Volkszählung 2011
Eine weitere vom FoeBuD organisierte Massenbeschwerde mit über 10.000 Teilnehmer-Unterschriften gegen das von der damaligen Großen Koalition beschlossene Zensusgesetz 2011 wurde nicht zur Entscheidung angenommen.

### ESM und Fiskalpakt
Gegen die von Bundestag und Bundesrat am 29. Juni 2012 als Maßnahmen zur Bewältigung der Staatsschuldenkrise im Euro-Währungsgebiet beschlossenen Gesetze hatten der Bundestagsabgeordnete Peter Gauweiler, eurokritische Finanzwissenschaftler um den emeritierten Professor Joachim Starbatty und diverse weitere Einzelpersonen Verfassungsbeschwerde eingelegt. Die Beschwerden richteten sich sowohl gegen den ESM als auch den Europäischen Fiskalpakt. Mit dem Ziel, dem Bundespräsidenten vorläufig zu untersagen, die betreffenden Gesetze auszufertigen und die mit ihnen gebilligten völkerrechtlichen Verträge zu ratifizieren (Art. 82 Abs. 1 Satz 1 GG), wurden die Beschwerden mit einem Antrag auf Erlass einer einstweiligen Anordnung der Fraktion DIE LINKE im Deutschen Bundestag verbunden.

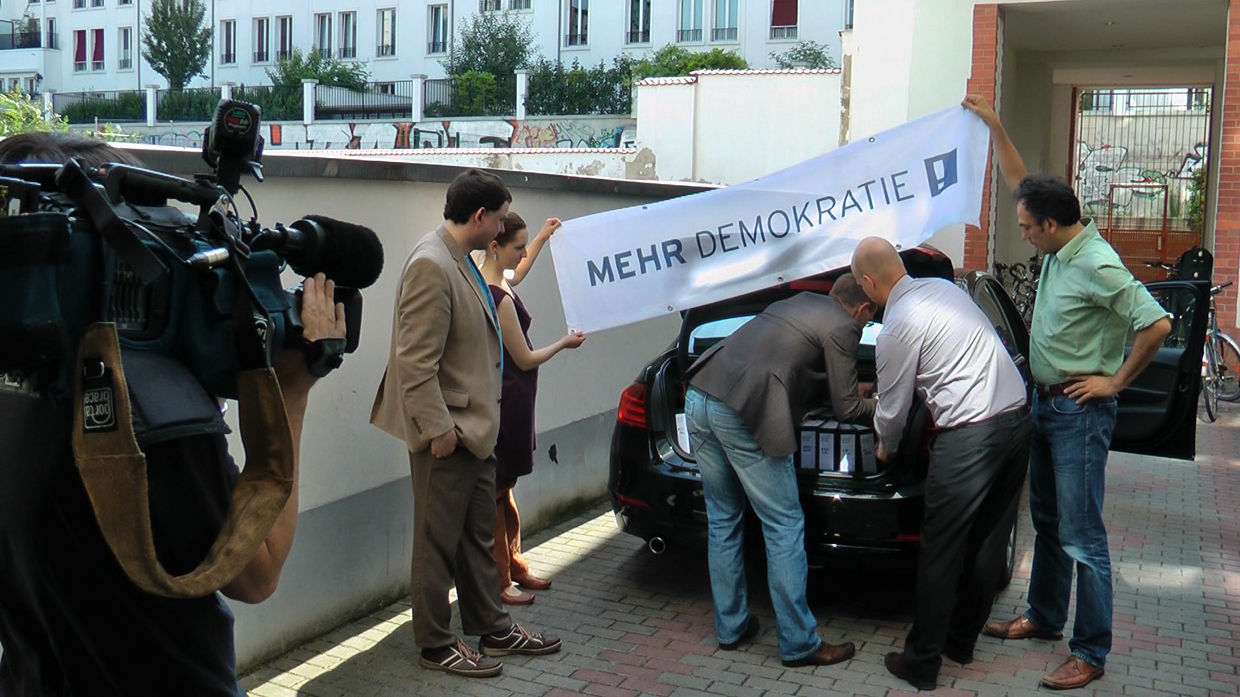
Mitarbeiter von Mehr Demokratie e. V. verladen die Vollmachten für die Verfassungsbeschwerde gegen ESM und Fiskalpakt, 29. Juni 2012

Die von dem Verein Mehr Demokratie unterstützte Verfassungsbeschwerde wurde von dem Leipziger Staatsrechtler Christoph Degenhart und der ehemaligen Bundesjustizministerin Herta Däubler-Gmelin erstellt. Dieser Beschwerde hatten sich 11 717 weitere Beschwerdeführer angeschlossen, was zu einem der größten Massenverfahren in der bundesdeutschen Justizgeschichte führte. Unter den Unterzeichnern der Beschwerde befanden sich auch Bundestagsabgeordnete, der Bund der Steuerzahler, die Freien Wähler, die Ökologisch-Demokratische Partei und die Piratenpartei Deutschland.
Am 10. Juli 2012 wurde mündlich verhandelt.
Experten vom Centrum für Europäische Politik gingen davon aus, dass dem Antrag auf einstweilige Anordnung stattgegeben werde, da das Hauptsacheverfahren ansonsten überflüssig und die Bundesrepublik Deutschland völkerrechtlich gebunden wäre. Der Präsident Andreas Voßkuhle ließ durchklingen, dass das Gericht eine „sehr sorgfältige summarische Prüfung“ vornehmen werde. Von Seiten des Gerichts werde befürchtet, dass eine Stattgabe des Eilantrags im Ausland nicht verstanden werden würde und somit ein falsches Signal aussende. Voßkuhle folgerte: „Wir sehen doch alle die Schlagzeilen: Euro-Rettung durch Deutschland gestoppt.“
Mit Urteil vom 12. September 2012 hat das Bundesverfassungsgericht den Antrag auf Erlass einer einstweiligen Anordnung mit der Maßgabe abgelehnt, dass die Ratifikation des ESM nur erfolgen darf, wenn insbesondere eine hinreichende Beteiligung des Deutschen Bundestages und des Bundesrates gewährleistet wird.
Am 13. September 2012 unterzeichnete Bundespräsident Joachim Gauck daraufhin die Urkunde zur Ratifizierung des Vertrags zum Euro-Rettungsschirms ESM.
Nachdem sichergestellt worden war, dass die deutschen Zahlungsverpflichtungen in keinem Fall über 190 Milliarden Euro hinausgehen und dass Bundesrat und Bundestag über das Handeln des ESM umfassend unterrichtet werden, war nach Ansicht des Bundesverfassungsgerichts die Haushaltshoheit des deutschen Parlaments gesichert. Es hat den Europäischen Stabilitätsmechanismus und den Fiskalpakt deshalb auch im Hauptsacheverfahren als verfassungsgemäß gebilligt.

### CETA
Gegen die Zustimmung zum CETA-Vertrag durch die Bundesregierung im Rat der Europäischen Union und den Deutschen Bundestag wurde unter anderen von Marianne Grimmenstein, vertreten durch Andreas Fisahn und Martin Hochhuth, eine einstweilige Anordnung beim Bundesverfassungsgericht beantragt und auf change.org beworben. Diesem Antrag hatten sich 68.015 weitere Beschwerdeführer angeschlossen.
Die durch Bernhard Kempen vertretenen Anträge gegen die Zustimmung des deutschen Vertreters im Rat der Europäischen Union zur Unterzeichnung, zum Abschluss und zur vorläufigen Anwendung des CETA-Abkommens unterstützen mit Campact, foodwatch, Mehr Demokratie und Marianne Grimmenstein insgesamt über 200.000 Bürger.
Die Anträge wurden wegen der ansonsten drohenden handelspolitischen Nachteile mit Urteil vom 13. Oktober 2016 zwar abgelehnt, der Zweite Senat mahnte aber die Sicherstellung eines einseitigen Kündigungsrechts, die vorläufige Anwendung des Abkommens nur in Bereichen, die eindeutig in die Zuständigkeit der EU fallen sowie die hinreichende demokratische Rückbindung der Beschlüsse des CETA-Ausschusses an.
Mit Beschluss vom 7. Dezember 2016 lehnte das Bundesverfassungsgericht weitere Eilanträge ab, da die Bundesregierung die vom Gericht im Oktober 2016 aufgestellten Maßgaben für die Unterzeichnung des Abkommens eingehalten habe.

## Statistik
Von 1951 bis Ende 1988 wurden 71.447 Verfassungsbeschwerden erhoben, seitdem hat sich die Zahl weit mehr als verdreifacht und ist bis Ende 2020 auf insgesamt 240.251 Beschwerden angestiegen. Von diesen wurden 245.809 Beschwerden durch Nichtannahme erledigt und nur 5.372 stattgegeben (2,3 %). Im Jahr 2009 wurden 5911 Beschwerden entschieden, 111 Verfassungsbeschwerden waren erfolgreich (1,9 %). Knapp 70 % der Beschwerden werden innerhalb eines Jahres entschieden, weitere 20 % innerhalb von zwei Jahren (alle Zahlen einschließlich der Kommunalverfassungsbeschwerden).
Derzeit werden rund 99,5 % der Verfassungsbeschwerden von den aus drei Verfassungsrichtern bestehenden Kammern des Bundesverfassungsgerichts entschieden (Ablehnung der Annahme oder Stattgabe), nur 0,5 % kommen in den Senat.
In Deutschland gibt es die Verfassungsbeschwerde sowohl auf Bundesebene, d. h. vor dem BVerfG, als auch in einigen Ländern vor dem Landesverfassungsgericht (Staatsgerichtshof, Verfassungsgerichtshof). Beschwerden beim Bundesverfassungsgericht haben dabei die praktisch weitaus größere Bedeutung erlangt. Die Verfassungsbeschwerde ist das häufigste Verfahren vor dem Bundesverfassungsgericht. Sie nimmt dort etwa 96 % aller anhängigen Verfahren ein.
Die Statistiken des BVerfG erfassen auch die Verfassungsbeschwerden.
| Eingänge Verfassungsbeschwerden  | 2015  | 2016  | 2017  | 2018  | 2019  | 2020  |
| -------------------------------- | ----- | ----- | ----- | ----- | ----- | ----- |
| gesamt                           | 5.891 | 5.754 | 5.982 | 5.959 | 5.446 | 5.529 |
| Erledigungen durch Nichtannahme  | 5.770 | 5.779 | 5.268 | 5.740 | 4.793 | 5.248 |
| Erledigungen durch Stattgabe     | 111   | 117   | 100   | 98    | 75    | 111   |
| Erledigungen durch Zurückweisung | 3     | 10    | 8     | 15    | 3     | 2     |
| Erledigungen durch Rücknahme     | 38    | 42    | 28    | 44    | 26    | 48    |